# The Ride (Rafał Brzozowski)
The Ride è un singolo del cantante polacco Rafał Brzozowski, pubblicato il 15 marzo 2021 su etichetta discografica Artistars.
Il brano è stato selezionato per rappresentare la Polonia all'Eurovision Song Contest 2021.

## Descrizione
La mattina del 12 marzo 2021, durante un programma mattutino di TVP, Rafał Brzozowski è stato annunciato come rappresentante eurovisivo polacco a Rotterdam con The Ride. Il video musicale del brano è stato pubblicato immediatamente dopo, mentre il singolo digitale è stato messo in commercio dal successivo 15 marzo.
Nel maggio successivo, Rafał si è esibito nella seconda semifinale eurovisiva, piazzandosi al 14º posto su 17 partecipanti con 35 punti totalizzati e non qualificandosi per la finale.

## Tracce
Testi e musiche di Joakim Övrenius, Thomas Karlsson, Clara Rubensson e Johan Mauritzson.
1. The Ride – 3:01